# Khuttal
Khuttal o Khuttalan una forma de plural, de vegades apareix com Khutal, Khutlan, Khatlan o Khatulan, en xinès K'o-tut-lo, fou una regió de la riba dreta de l'Oxus (Amudarià) entre els rius Wakhsh i Pandj (antic Djaryab) que són les fonts de l'Oxus, situada avui dia al Tadjikistan encara que el nom ja no s'utilitza. Estava limitat a l'oest pel Čaghaniyan i la regió de Wakhsh i sovint fou part administrativa de la regió de Wakhsh. Cap al nord hi ha les muntanyes Buttaman que separen la vall del Khuttal de la vall del Zarafshan, habitades pels kumidjis i els turcs kandjina, antigament dedicats al pillatge, i de probable origen heftalita.
Al segle VIII era un principat local la capital del qual fou a Hulbuk al sud de la moderna capital de Kulyab o Kulab; el centre comercial principal era no obstant Nučara o Andičaragh; altres poblacions de certa importància eren Halawand i Munk (prop de la moderna Baljuwan); aquesta darrera era en el límit amb els territoris turcs dels kumidjis i altres. El títol dels sobirans era de Khuttalan Shah o Khuttalan-Khudah, i també Sher-i Khuttalan. Els àrabs no s'hi van poder establir sòlidament sota els omeies. Asad ibn Abd-Allah al-Kasri (governador del Khorasan del 724-727 i del 735 al 738) va intentar una incursió a la zona però fou rebutjat (726). El rebel al-Harith ibn Suraydj (734-746) va rebre el suport del príncep de Khuttal i en revenja Asad ibn Abd-Allah al-Kasri durant el seu segon govern del 735 al 738, va fer dues expedicions el 737 i el sobirà local va cridar en ajut al khakan dels Turcs Occidentals que va enviar tropes que van obligar els àrab a retirar-se. Finalment el 750/751 el governador de Balkh, Abu Daud Khalid ibn Ibrahim al-Bakri (després governador del Khorasan del 755 al 757) va expulsar al "malik" (rei) que va fugir al kanat dels Turcs Occidentals i després a la Xina on va rebre de l'emperador el títol honorífic de yabghu.
Als primers anys del segle ix el territori va caure en mans dels banijúrides o Abu Dawúdides d'Andarab al Tukharistan que exercien el poder als dos costats de l'Oxus superior. Sota els samànides al final del segle apareix un amir de Khuttal que era vassall de l'emir samànida, però gaudint de gran autonomia; enviaven a Bukharà (la capital samànida) regals a manera de tribut, però no pagaven cap impost; el seu domini era al sud de l'Oxus; el dikhan del petit principat de Yun al Badakhxan era vassall de l'emir de Khuttal.
L'emir samànida Nuh I ben Nasr (943-954) va entrar en guerra contra el príncep Abu Ali Čaghani de Čaghaniyan i els vassalls (muluk-i Atraf) de l'Oxus superior foren portats a la revolta per Abu Ali, entre els quals l'amir Ahmad ibn Djafar de Khuttal, l'amir de Rasht i el cap dels kumidjis.
Després no hi ha més notícies concretes sobre el principat però degué subsistir i era un dels petits estats que després del 999 separaven als karakhànides dels gaznèvides. Masud ibn Mahmud, fill de Mahmud de Gazni, fou investit amb el domini de Khuttal pel califa el 1031, però els karakhànides també el reclamaven i el kan Ali Tigin va enviar als kumidjis a devastar la regió. A diferència del Čaghaniyan que tenia els seus prínceps locals, cap família amb poder local és esmentada al Khutal al segle xi, i els gaznèvides el dominaven directament.
Després del 1040 va passar als seljúcides i apareixen diversos amirs locals, un dels quals el 1064 es va revoltar contra Alp Arslan però va morir en la lluita; el 1158 l'emir de Khuttal, Ibn Shudja Farrukh Shah, va fer una campanya contra Tirmidh, un important lloc de pas; aquest emir sembla que era vassall de Sandjar fins al 1053 però es va fer independent en aquesta data quan el seljúcida fou capturat pels oghuz i va estar un temps presoner i el 1057 va morir, el que li va deixar el camp lliure. Es proclamava descendent del rei sassànida Bahram V Gur.
Pocs anys després la regió va caure en mans dels gúrides que el van dominar directament; el 1205 apareix un emir gúrida de nom Djalal al-Din Umar, segurament de la branca de Bamian, que governava a Wakhsh i segurament a Khuttal; el 1215 fou deposat i portat presoner a Coràsmia i aquest estat hi va exercir la sobirania directe, però per poc temps doncs el 1220 va passar als mongols.
En els repartiments de l'Imperi Mongol, Khuttal va quedar dins l'ulus de Txagatai, i al segle xiv fou un dels estats que va sorgir del seu desmembrament. El territori va quedar repartit entre Apardis i Khuttalanis. El 1359 Oljeitu Apardi s'havia apoderat de part del Khuttalan i d'Arhanq; la resta del Khuttal o Khutalan estava en mans de l'amir Kay Khusraw, amir del tumans dels khuttalanis. Kay Khusraw va morir per ordre de Tamerlà quan aquest es va assabentar que havia contactat amb el xa de Coràsmia (1372). El 1388 Muhammad Mireke, el governant en aquell moment (gendre de Timur) es va revoltar i fou executat. Khuttal fou agregat a la regió d'Hisor (Shadman) i posada sota autoritat dels emirs timúrides de Kunduz; a partir d'aquesta època hem de distingir als amirs governadors de Khuttalan (territori) dels beg governadors del tuman dels Khuttalani que restaven al territori i que són encara testimoniats el 1407 en la figura de Sultan Mahmud ibn Kai Khusraw Khuttalani i probablement van seguir mes temps. Després de la mort de Tamerlà apareix com a governador sense data l'amir Midrab Bahadur que després va deixar el govern en mans del seu parent Nur Malik. Vers el 1422 apareix com a governador Sultan Bayazid, fill de Nur Malik. Vers 1425 fou concedida en soyurgal a Muhammad Txuqi i el 1429 o 1430 va passar al seu fill Abu Bakr ibn Muhammad Txuqi. Posteriorment consta Jalal al-Din Firuz Xah com a responsable de la recaptació però probablement el càrrec no estava vinculat al govern ja que Abu Bakr el va mantenir fins al 1447 o 1448 quan va començar a plenajar expandir-se i revoltar-se; els plans foren revelats per un emir de la tribu Barles a Ulugh Beg que va enviar un emisari. Ulugh Beg va decidir transferir el gover al jove príncep Abd Allah ibn Ibrahim Sultan. La família de l'antic governador Nur Malik conservava notable influència, vinculada als Khuttalani.
al començament del segle xvi va caure en mans dels uzbeks. El nom de Khuttal es va deixar d'utilitzar i la regió apareix esmentada com a Kulab o Kulyab.
Al segle xviii va passar al kanat de Bukharà i en la reorganització ètnica de les repúbliques de l'Àsia central, va quedar dins la República Socialista Soviètica del Tadjikistan.